# Archäologisches Museum Sivas

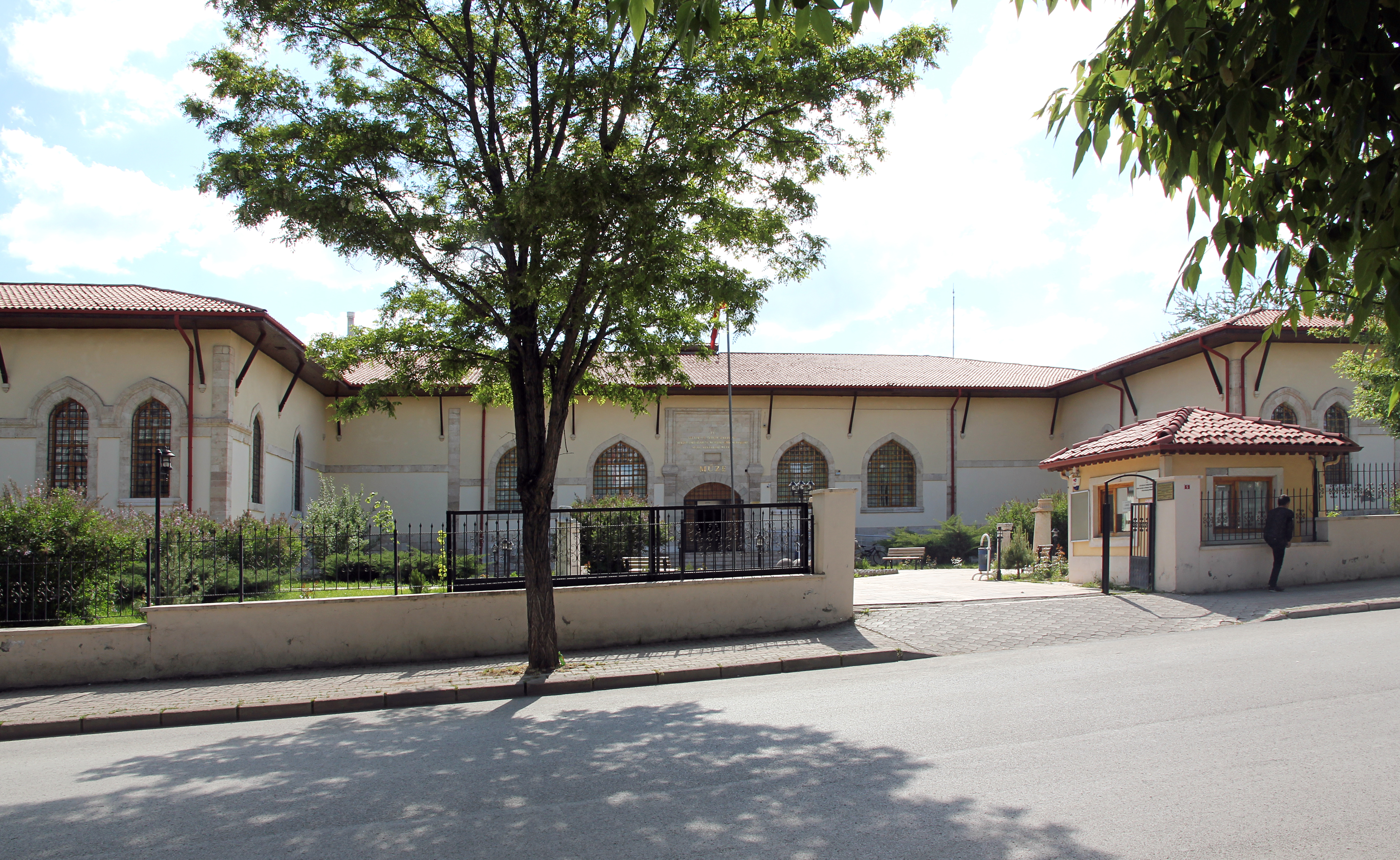
Archäologisches Museum Sivas

Das Archäologische Museum Sivas liegt in der türkischen Provinzhauptstadt Sivas in der Rahmi Günay Caddesi im Stadtteil Yüceyurt. Es zeigt Fundstücke von der vorgeschichtlichen über hethitische und römische Zeit bis in die osmanische Epoche. Dazu gehören Stücke aus den Fundorten der Umgebung wie Kayalıpınar und Kuşaklı.

## Geschichte
Im Jahre 1922 wurde erstmals der Bedarf für eine Sammlung von archäologischen Funden in der Stadt festgestellt. In einem Hochschulgebäude wurden zunächst einige Räume als Museum genutzt. Nachdem die Räume dem Platzbedarf nicht mehr entsprachen, verlagerte man die Sammlung zunächst 1927 in die Gök-Medrese, 1968 in die Buriciye Medrese. 1983 zog die Sammlung in das Hochschulgebäude, in dem 1919 der Kongress von Sivas stattgefunden hatte, wobei es gleichzeitig als Kongress-Museum diente. In den 2000er Jahren schließlich bezog das Museum das Gebäude der ehemaligen Kunstschule, das 1896–1899 unter dem damaligen Provinzgouverneur Resit Akif Pascha erbaut worden war. Die ethnographische Sammlung verblieb dabei im Kongressmuseum. Die Eröffnung des heutigen Museums erfolgte im Jahr 2009.

## Ausstellung
Die bekanntesten Ausstellungsstücke des Museums stammen aus hethitischer Zeit. Dazu gehören unter anderem die Stelen von Kayalıpınar, Altınyayla, İspekçür und Gemerek sowie ein goldener, mit Hieroglyphen beschrifteter  Siegelring aus der Umgebung von Kangal, der vom Museum angekauft wurde. Weiterhin sind aus dieser Zeit erwähnenswert ein Paar Stier-Rhyta aus Altınyayla, Geräte zur Bierherstellung aus Kuşaklı, Löwenskulpturen und zahlreiche sonstige Keramikfunde. Die römische Periode ist vertreten durch ebenfalls Keramik, Glaswaren und Steinskulpturen. Bemerkenswert ist auch ein großes Mosaik, das im Dorf Tepecik bei Gürün ergraben wurde. Die osmanische Epoche ist hauptsächlich durch Grabstelen und eine Büste von Osman Gazi vertreten. Letztere ist nach Aussage des Museumsarchäologen Adem Bedir die einzige derartige Skulptur, die in der osmanischen Ära entstanden ist.
Im Außenbereich des Museums sind Steinartefakte aus allen Epochen zu sehen, einige verzierte Holztüren aus islamischer Zeit sowie ein nachempfundener Grabtumulus mit Dromos und Grabkammer.
Insgesamt verfügt das Museum über 12.500 Objekte, die jährliche Besucherzahl liegt bei 30.000.

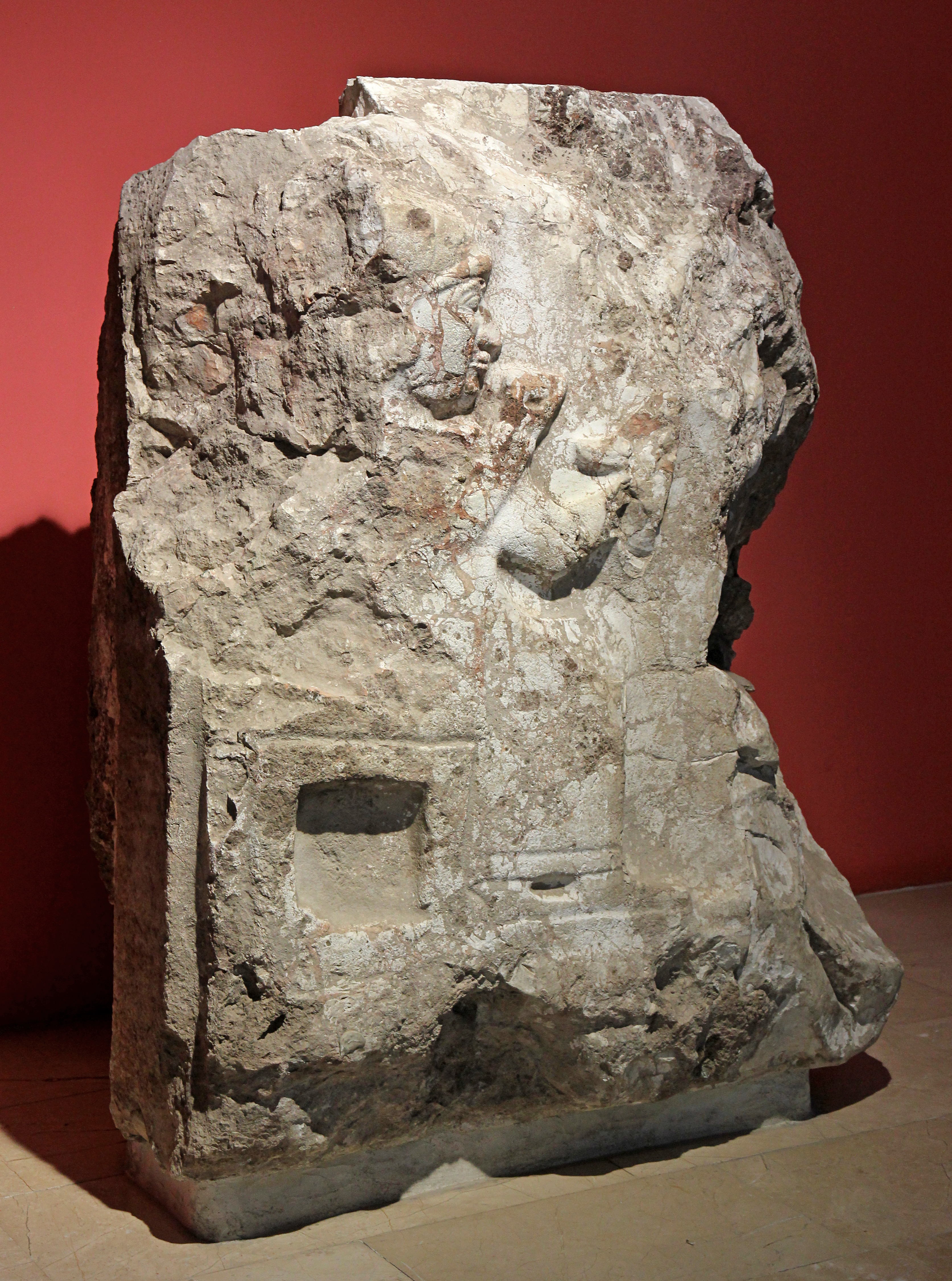
Relief des Wettergottes aus Kayalıpınar
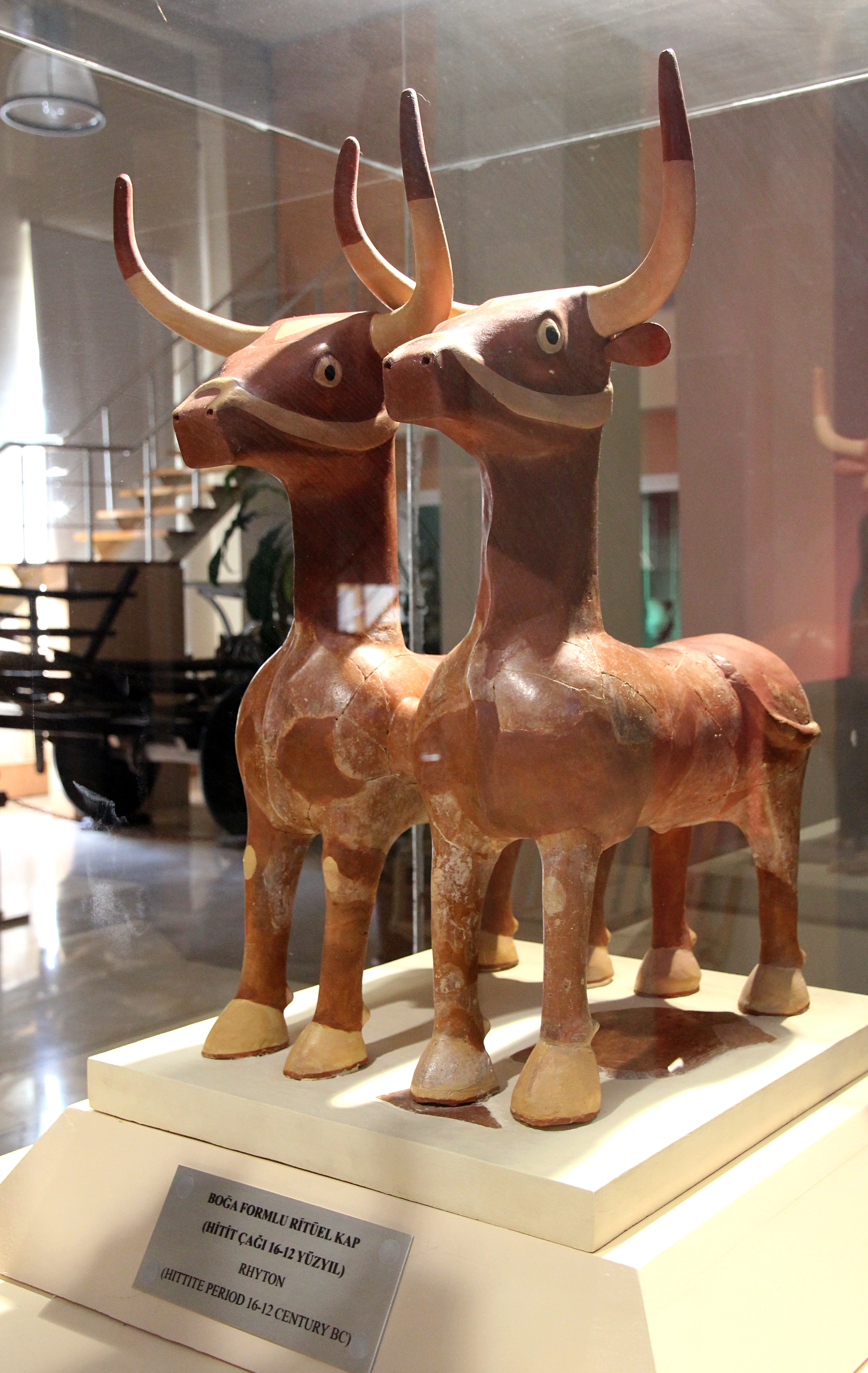
Stierrhyta aus Başören bei Altınyayla
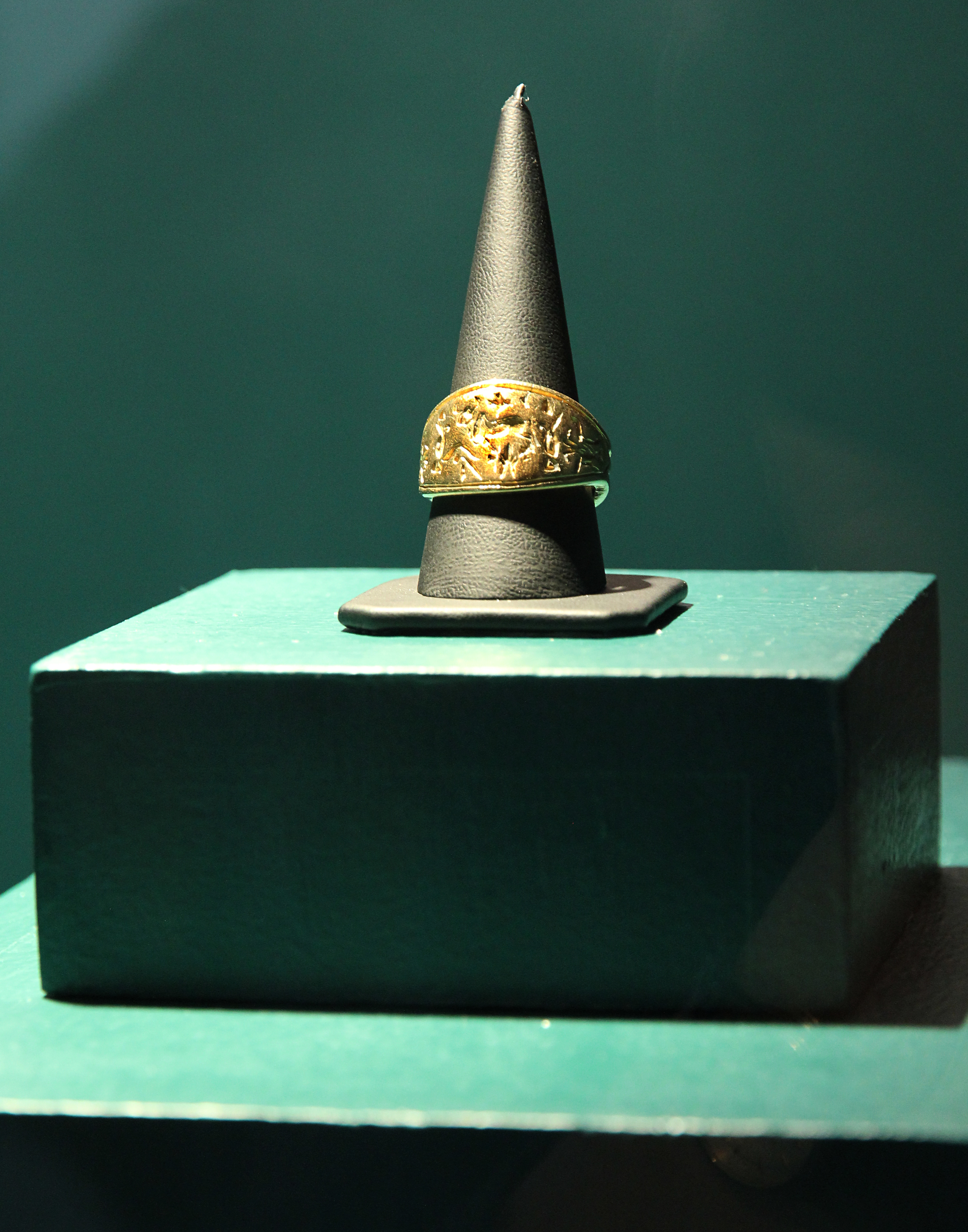
Goldener hethitischer Siegelring mit Hieroglypheninschrift
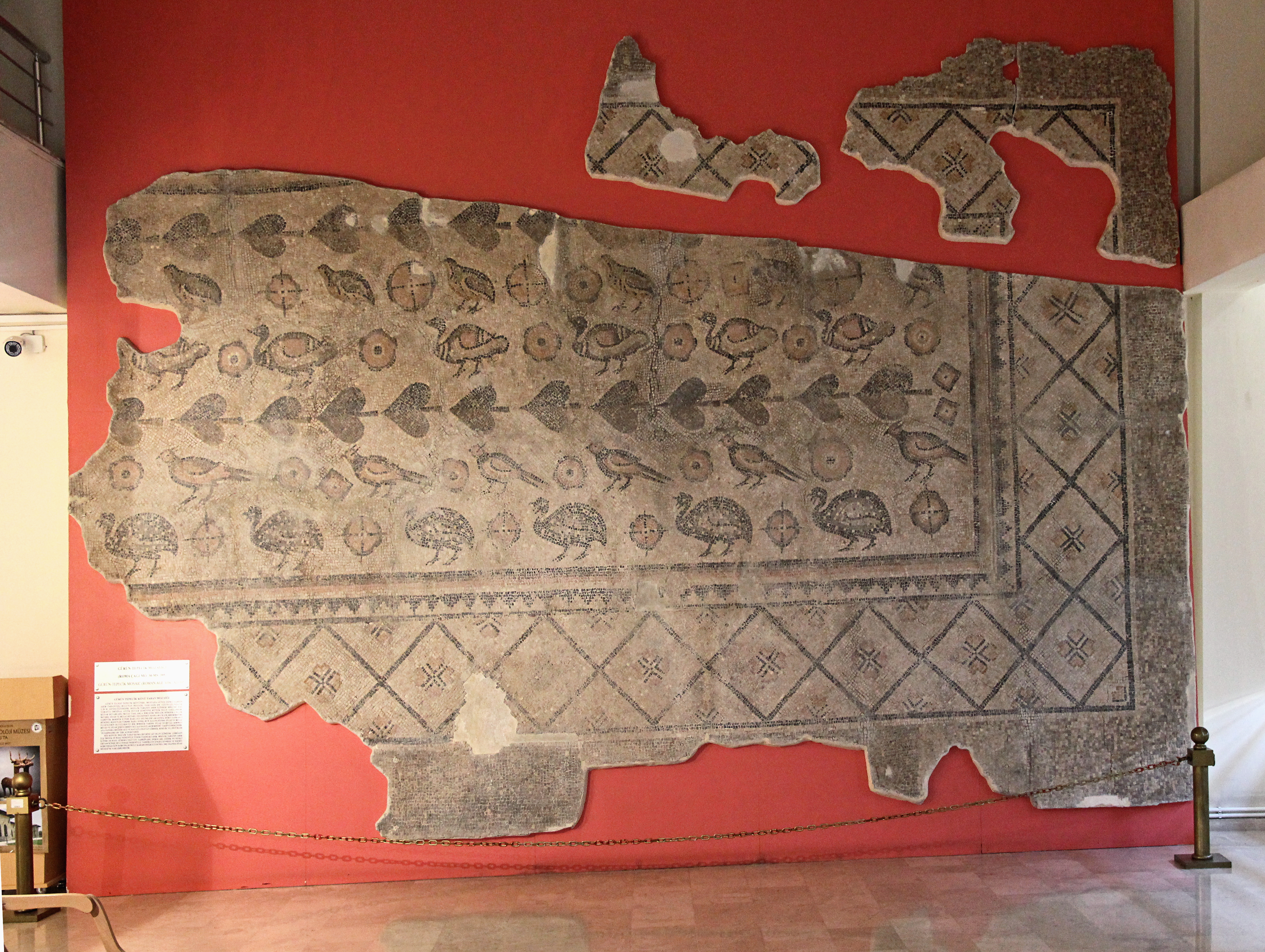
Mosaik aus Tepecik bei Gürün
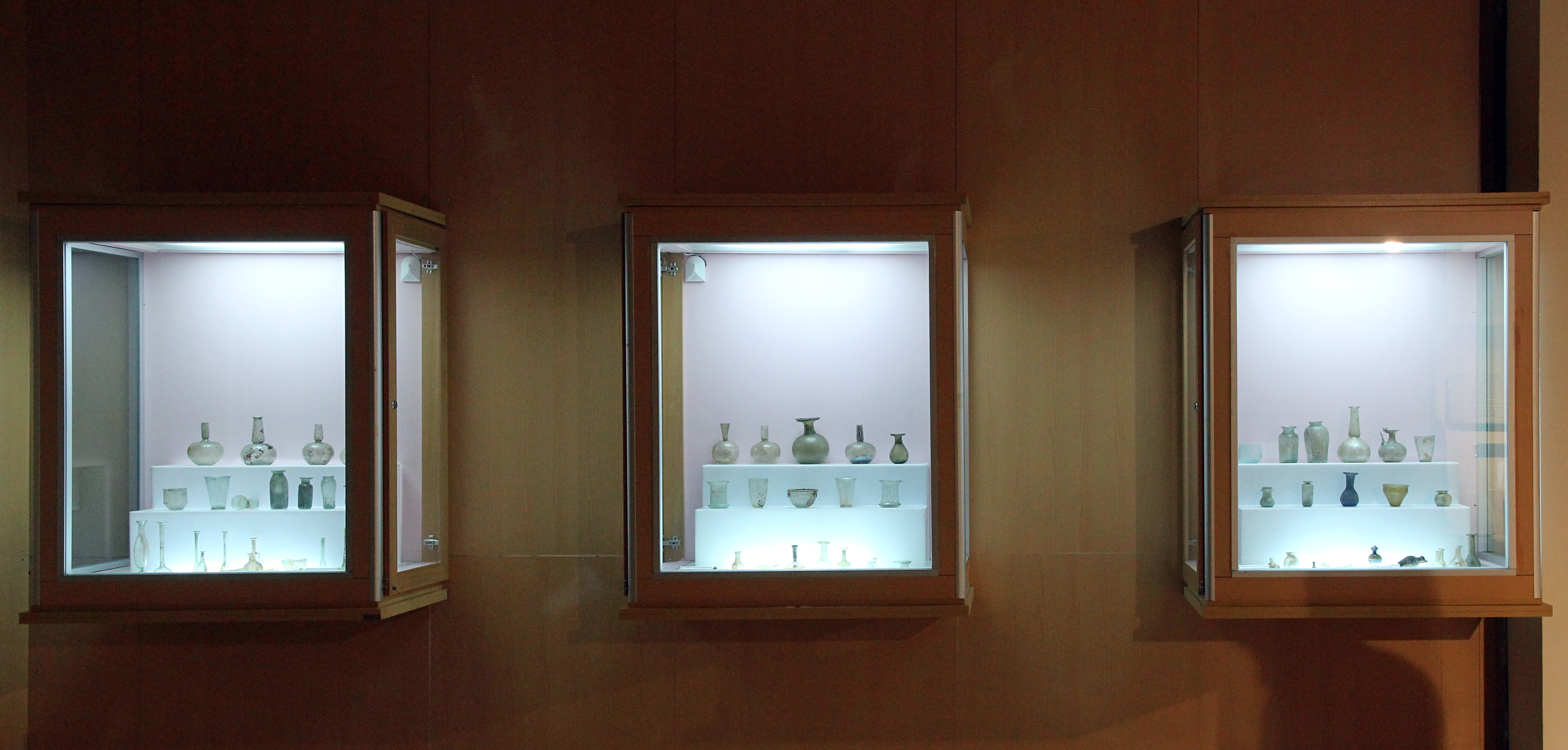
Römische Glasware